# روبرتو سوزا
روبرتو سوزا هو متسابق يخت برازيلي، ولد في 7 سبتمبر 1951.

## وصلات خارجية
- روبرتو سوزا على موقع أوليمبيديا (الإنجليزية)